# Савалия, Джулия
Джу́лия Сава́лия (англ. Julia Sawalha, род. 9 сентября 1968, Лондон, Англия) — английская актриса. Наиболее известна по роли Лидии Беннет в культовом телесериале 1995 года «Гордость и предубеждение». Также она снялась в телесериалах «Ещё по одной», «Джонатан Крик», «Крэнфорд» и «Чуть свет — в Кэндлфорд». Савалия озвучила Джинджер в мультфильме «Побег из курятника».

## Ранняя жизнь и образование
Родилась в семье актёра Надима Савала и Роберты Лэйн. У неё есть сёстры Надя и Дина. У Савалы иорданские, английские и франко-гугенотские корни. Была названа в честь бабушки, которая была иорданской бизнесвумен и получила премию от Нур аль-Хусейн за предпринимательство.

## Личная жизнь
Савалия жила с актёром Декстером Флетчером и комедиантом Ричардом Херрингом. Также она встречалась с Патриком Марбером и была в отношениях с актёром Китом Алленом.
1 января 2004 года таблоидные издания объявили, что Савалия якобы вышла замуж за своего бойфренда Алана Дейвиса, однако и Савалия и Дейвис, которые воздерживались от комментариев о своей личной жизни, отрицали свадьбу и подали в суд на газеты.
В 2005 году Савалия познакомилась с Ричем Аннеттсом на фестивале Гластонбери; вскоре пара переехала в Бат в графстве Сомерсет и жила в квартире в Королевском полумесяце. Савалия начала выращивать овощи, ходить на йогу и учиться в Открытом университете. С тех пор пара распалась.

## Фильмография
| Год  | Название на русском                      | Название на английском                              | Роль                          | Примечания                                  |
| ---- | ---------------------------------------- | --------------------------------------------------- | ----------------------------- | ------------------------------------------- |
| 1981 |                                          | Keep It in the Family                               | девочка                       | в титрах не указана                         |
| 1982 | Пираты Пензенса                          | The Pirates of Penzance                             | дочь                          | в титрах не указана                         |
| 1982 | Во имя славы                             | Fame Is the Spur                                    | Эми                           | Телесериал (эпизод 1.2)                     |
| 1982 |                                          | Educating Marmalade                                 | хорошая девочка               | Телесериал (4 эпизода)                      |
| 1988 | Инспектор Морс                           | Inspector Morse                                     | Рэйчел                        | Телесериал (эпизод "Last Seen Wearing")     |
| 1989 | Газетчики                                | Press Gang                                          | Дидия Дэй/молодая Кэтрин Хилл | Телесериал (43 эпизода: 1989–1993)          |
| 1990 |                                          | Spatz                                               | Хлоя Фэйрбэнкс                | Телесериал (эпизод "The Sound of Muzak")    |
| 1991 |                                          | El C.I.D.                                           | Труди                         | Телесериал (эпизод "Thursday's Child")      |
| 1991 | Песенка Бадди                            | Buddy's Song                                        | Келли                         |                                             |
| 1991 | Катастрофа                               | Casualty                                            | Никки Уотсон                  | Телесериал (эпизод "Living In Hope")        |
| 1991 |                                          | Second Thoughts                                     | Ханна Грейшот                 | Телесериал (47 эпизодов: 1991–1994)         |
| 1992 | Дно                                      | Bottom                                              | Вероника Хэд                  | Телесериал (эпизод "Parade")                |
| 1992 | Ещё по одной                             | Absolutely Fabulous                                 | Сафран Монсун                 | Телесериал (40 эпизодов: 1992–2012)         |
| 1994 | Лавджой                                  | Lovejoy                                             | Джоанна Вимак                 | Телесериал (эпизод "Double-Edged Sword")    |
| 1994 |                                          | Keeper                                              | Элисон                        | ТВ короткометражка                          |
| 1994 | Мартин Чезлвит                           | Martin Chuzzlewit                                   | Мерси Пекснифф                | Телесериал (6 эпизодов)                     |
| 1995 | Зимняя сказка                            | In The Bleak Midwinter                              | Нини Рэймонд (Офелия)         |                                             |
| 1995 | Гордость и предубеждение                 | Pride and Prejudice                                 | Лидия Беннет                  | Мини-сериал (6 эпизодов)                    |
| 1995 | Вера в будущее                           | Faith in the Future                                 | Ханна Грейшот                 | Телесериал (22 эпизода: 1995–1998)          |
| 1996 |                                          | French and Saunders                                 |                               | Телесериал (эпизод "Baywatch")              |
| 1996 | Байки из склепа                          | Tales from the Crypt                                | Тереза                        | Телесериал (эпизод "The Kidnapper")         |
| 1996 | Ветер в ивах                             | The Wind in the Willows                             | дочь заключённого             |                                             |
| 1997 |                                          | McLibel!                                            | Хелен Стил                    | Мини-сериал (эпизод 1.1)                    |
| 1997 | Примерные парни                          | Ain't Misbehavin'                                   | Долли Найтингейл              | Мини-сериал (3 эпизода)                     |
| 1998 |                                          | Absolutely Fabulous: Absolutely Not!                | Сафран Монсун                 | видео                                       |
| 1999 | Доктор Кто и проклятие неизбежной смерти | Doctor Who and the Curse of Fatal Death             | Эмма                          |                                             |
| 1999 |                                          | The Flint Street Nativity                           | умница                        | ТВ фильм                                    |
| 1999 | Почти полная история всего               | The Nearly Complete and Utter History of Everything | Кэтрин Парр                   | ТВ фильм                                    |
| 2000 |                                          | Mirrorball                                          | Фреда Крелл                   | ТВ короткометражка                          |
| 2000 |                                          | Time Gentleman Please                               | Джанет Уилсон                 | Телесериал (21 эпизода: 2000–2001)          |
| 2001 | Венера и Марс                            | Venus and Mars                                      | Мари                          |                                             |
| 2001 | Джонатан Крик                            | Jonathan Creek                                      | Карла Боррего                 | Телесериал (7 эпизодов: 2002–2004)          |
| 2002 | Последний занавес                        | The Final Curtain                                   | Карен Уиллет                  |                                             |
| 2003 | Капитан Хорнблауэр: Верность             | Hornblower: Loyalty                                 | Мария Мэйсон                  | ТВ фильм                                    |
| 2003 | Капитан Хорнблауэр: Долг                 | Hornblower: Duty                                    | Мария Мэйсон/Хорнблауэр       | ТВ фильм                                    |
| 2007 | Крэнфорд                                 | Cranford                                            | Джесси Браун                  | Телесериал (5 эпизодов)                     |
| 2008 | Чуть свет — в Кэндлфорд                  | Lark Rise to Candleford                             | Доркас Лейн                   | Телесериал (40 эпизодов: 2008–2011)         |
| 2013 | Мисс Марпл Агаты Кристи                  | Agatha Christie's Marple                            | миссис Крессвелл              | Телесериал (эпизод "Greenshaw's Folly")     |
| 2014 | Помни меня                               | Remember Me                                         | Джен Уорд                     | Телесериал                                  |
| 2016 | Убийства в Мидсомере                     | Midsomer Murders                                    | Пенни Хендерсон               | Телесериал (1 эпизод: "Saints and Sinners") |
| 2020 | Это пони                                 | It's Pony                                           | Джилл Сникли (озвучка)        | Анимационный телесериал                     |